# فهرست کامل پرندگان جهان هوارد و مور
فهرست کامل پرندگان جهان هوارد و مور Howard and Moore Complete Checklist of the Birds of the World کتابی از ریچارد هوارد و آلیک مور است که فهرستی از گونه‌های پرندگان جهان را ارائه می‌کند. این نخستین فهرست تک‌جلدی جهانی پرندگان بود که نام زیرگونه‌ها را نیز شامل می‌شد، و تا انتشار پنجمین ویرایش از <i id="mwCw">چک لیست پرندگان جهان توسط</i> جیمز کلمنتز تنها فهرستی بود که این کار را انجام داد.
آخرین نسخه (چهارم) در سال 2013 و توسط Aves Press در انگلستان منتشر شده است.

جلد رویینسخه دوم